# Banks Islands
Banks Islands är en grupp öar i norra Vanuatu. Tillsammans med Torres Islands i nordväst, bildar de den nordligaste delen av Torba. Ögruppen ligger ungefär 40 km norr om Maewo, och inkluderar Gaua Island och Vanua Lava, två av de 13 största öarna i Vanuatu. År 2009 hade öarna en befolkning på 8533 inv. på en landyta av 780 km².

## Geografi

Banks Islands

Den största ön är Gaua Island (tidigare kallad Santa Maria), som har en kuperad terräng, med Mount Gharat, en aktiv vulkan i mitten av ön. Sötvattensjön Lake Letas i kratern är den största sjön i Vanuatu.
Öster om de större öarna ligger ett antal mindre öar.

## Historia
Banks Islands var den första delen av Vanuatu som upptäcktes av europeiska upptäcktsresande, från 25 till 29 april 1606, då en spansk expedition under ledning av den portugisiske upptäcktsresanden Pedro Fernández de Quirós seglade förbi Merelava och stannade vid Gaua, innan han landsteg på Espiritu Santo och bildade en kortvarig koloni där.
Öarna förbisågs senare 1774 när kapten James Cook undersökte Vanuatu och han trodde att han såg hela ö-kedjan. De undersöktes första gången av William Bligh i British Navy, och uppkallades efter hans mecenat Sir Joseph Banks. De kartlades av Matthew Flinders. Vanua Lava undersöktes av den nyzeeländske biskopen George Augustus Selwyn 1859.

## Kommunikationer
Det finns flygplatser på Mota Lava, Vanua Lava, och Gaua, som har några flyg i veckan med Air Vanuatu. Fartyg kommer främst för export, men tar också passagerare.